# 카라우에
카라우에(스페인어: Carahue)는 칠레 아라우카니아 주 카우틴 현의 코무나이다.